# Galhard de Carceribus
Galhard de Carceribus, Gerhárd (Carces, Spanyolország, ? – Nîmes, 1348. május 30. előtt) francia származású katolikus főpap, apostoli nuncius.

## Életútja
Szubdiákonusként érkezett Magyarországra, mint pápai tizedszedő. 1335-ben XII. Benedek pápa nevében a Német Lovagrend ellen lépett fel Lengyelországban. 1337-1341 között birtokolta a titeli prépostságot, később csanádi püspök (1344. augusztus 9.), november 3-ától apostoli nuncius Magyarországon, Csehországban és Lengyelországban. VI. Kelemen pápa 1345. március 2-án nevezett ki a veszprémi egyházmegye 25. püspökének Nagy Lajos király tudta nélkül, István veszprémi püspököt pedig áthelyezte a megüresedett kalocsai érseki székbe. Nem tanult meg magyarul, éppen ezért a király ellenezte Veszprémbe történő áthelyezést, mondván, a királyné kancellárjának ismernie kell a magyar nyelvet. A pápa a királyi észrevételeket elutasította, de 1346. július 19-én az olaszországi Brindisi érseki székébe emelte.
Utódja Csanádon Kapronczai Gergely (1345. március 7.), Veszprémben Garai János (1347. január 7.).